# Гендлек, Владислав
Влади́слав Ге́ндлек (пол. Władysław Gędłek; 15 июня 1920, Краков — 28 февраля 1954, там же) — польский футболист, выступавший на позиции защитника, участник Олимпийских игр в Хельсинки.

## Карьера

### Клубная
Начинал карьеру в команде «Кровордза» из Кракова в 1935 году. В 1939 году из-за войны вынужден был прекратить временно футбольные выступления и ушёл на фронт. После оккупации Польши немцами проводил тайные матчи в Кракове, поскольку немцы запретили полякам проводить спортивные соревнования без разрешения оккупационных властей. После освобождения страны перешёл в команду «Краковия», с которой выиграл чемпионат страны 1948 года. Завершил карьеру в 1953 году.

### В сборной
В сборной выступал только в послевоенные годы: с 1945 по 1953 годы. Провёл 19 игр, выступал на Олимпиаде в Хельсинки в двух играх с Францией (2:1) и Данией (0:2). В 1953 году он сыграл в «сборной мира» один матч по приглашению ФИФА.

## Стиль игры
Гендлек был очень талантливым игроком обороны, исповедовал агрессивный стиль игры, очень часто опасно атаковал оппонентов. Слава о талантливом игроке польской сборной вышла даже за пределы Польши, благодаря чему он и получил предложение от ФИФА сыграть за сборную мира.

## Гибель
28 февраля 1954 Владислав совершил самоубийство. Это произошло всего спустя несколько часов после одного из любительских матчей, в котором он участвовал. Причины трагедии так и не удалось установить.